# Зоркий-11
Зо́ркий-11 — советский шкальный фотоаппарат, выпускавшийся с 1964 по 1967 год на Красногорском механическом заводе.
Первый советский автоматический шкальный фотоаппарат.
Являлся полным аналогом фотоаппарата «Зоркий-10», только без дальномера. Вероятным прототипом для его разработки послужила камера японской фирмы «Ricoh» Auto 35 (отличавшаяся от модели Ricoh Auto 35V отсутствием дальномера).
Фотоаппарат экспортировался как под собственным именем («Zorki-11»), так и под наименованием «Zenit-Junior» («Зенит-Юниор»).
Всего выпущено 60 745 экземпляра.

## Технические характеристики
- Тип применяемого фотоматериала — перфорированная фотокиноплёнка шириной 35 мм (фотоплёнка типа 135) в стандартных кассетах. Размер кадра — 24×36 мм. Возможно применение двухцилиндровых кассет производства КМЗ.
- Корпус — литой из алюминиевого сплава, с открывающейся задней стенкой.
- Фотографический затвор ФЗА-18 — центральный междулинзовый. Выдержки затвора — от 1/30 до 1/250 с (отрабатываются бесступенчато) и «B» (от руки). Выдержка синхронизации с электронной фотовспышкой — 1/30. Синхроконтакт «Х», крепление для фотовспышки.
- Значения диафрагмы от 2,8 до 22.
- Объектив — несъёмный «Индустар-63» 2,8/45. Фокусировка от 1 м до бесконечности. Угол поля зрения — 50°.
- Видоискатель оптический, параллаксный. В поле зрения видоискателя находятся светящиеся кадроограничительные рамки, внутренняя рамка для коррекции параллакса при съёмке с близкого расстояния (менее 1,5 м).
- Курковый взвод затвора и перемотки плёнки. Счётчик кадров автоматический самосбрасывающийся.
- На нижней крышке камеры расположены органы управления — рычаг взвода и перемотки плёнки (под левую руку), головка обратной перемотки, кнопка обратной перемотки и шкала счётчика кадров.
- Кожаный футляр фотоаппарата позволяет взводить затвор не вынимая камеру из футляра.
- Автоспуск (на части выпуска отсутствовал).
- Резьба штативного гнезда — 1/4" дюйма.

## Принцип работы автоматики
Впервые в СССР на фотоаппаратах «Зоркий-11» и «Зоркий-10» применено автоматическое экспонометрическое устройство.
Кольцевой селеновый фотоэлемент расположен вокруг передней линзы объектива. При применении светофильтров автоматически вносятся поправки на их плотность. Резьба для светофильтров — М52×0,75.
Фотоаппараты «Зоркий-11» и «Зоркий-10» — программные автоматы.
При максимальной яркости объекта съёмки отрабатывается выдержка 1/250 с. при диафрагме 22, при минимальной яркости — выдержка 1/30 с. при диафрагме 2,8. Изменить сочетание выдержка — диафрагма невозможно.
В видоискателе стрелочным индикатором отображается приблизительное значение выдержки. При недостатке света стрелка заходит в красный сектор шкалы.
В ручном режиме при отключённой автоматике при выдержке 1/30 с возможна установка диафрагмы от 2,8 до 22. Этот же режим используется при работе с электронной фотовспышкой.
Длительные («В») выдержки включаются отдельным рычагом при отключённой автоматике.
Диапазон светочувствительности фотоплёнок от 16 до 500 ед. ГОСТ, в автоматическом режиме — до 320 ед. ГОСТ.
- «Зоркий-11», верхняя крышка с обоймой для фотовспышки.
- Нижняя крышка с основными органами управления.
- «Зоркий-11» с открытой задней стенкой.
- Фотоаппарат с блендой и футляр.

## Фотоаппараты «Зоркий-10» и «Зоркий-12»
С 1964 по 1977 год на Красногорском механическом заводе в количестве 332.144 экземпляра выпущен дальномерный фотоаппарат «Зоркий-10», отличавшийся от «Зоркого-11» только наличием сопряжённого с видоискателем дальномера.
Элементы конструкции «Зоркого-10» и «Зоркого-11» использованы в полуформатном фотоаппарате «Зоркий-12» (с зарядкой кассетами «Рапид»).